# Chimarra lojaensis
Chimarra lojaensis là một loài Trichoptera trong họ Philopotamidae. Chúng phân bố ở vùng Tân nhiệt đới.